# Marcus Vipsanius Agrippa
Marcus Vipsanius Agrippa (i. e. 63. október 23. – i. e. 12. március) római államférfi és hadvezér, Octavianus, a későbbi Augustus római császár jó barátja, veje és örököse, Tiberius apósa, Caligula nagyapja volt. A császár korai hadi sikereit – így a Marcus Antonius és VII. Kleopátra ellen kivívott actiumi győzelmet is – főként neki köszönhette.

## Ifjúsága
Agrippa Róma környékén született gazdag vidéki római lovagi családban, és már gyermekkorától kezdve a vele együtt nevelkedő, hasonló korú Octavianus egyik legjobb barátja volt. I. e. 45-ben együtt szolgáltak Julius Caesar seregében a Hispánia déli részén fekvő Munda melletti csatában, mint lovassági tisztek. A csata után a dictator az épeiroszi Apollóniába küldte az ifjakat tanulni egyik barátjának fiával, Caius Cilnius Maecenasszal együtt.
A három fiatalember örök barátságot kötött a tanulmányúton. Agrippa hamarosan nagy népszerűségre tett szert a macedoniai legiók körében, melyek parancsnokai is felfigyeltek kiváló vezetői képességeire. Agrippa ekkor építészetet is tanult, amely tudását később bőségesen kamatoztatta. Amikor i. e. 44 tavaszán megérkezett Caesar halálhíre, Agrippa és Maecenas a gyors hazatérést javasolták barátjuk számára.
Hazatérésük után hamar felismerték, hogy katonai támogatásra van szükségük, ezért Agrippa visszatért Görögországba, és átvette a helyi katonai erők (így a Legio IV Macedonia) irányítását, melyekkel megindult Róma felé. Octavianus közben szintén sereget szervezett Caesar veteránjaiból, és már elegendő erőt képviselt ahhoz, hogy tárgyalópartnere legyen a Caesar-párt hadvezéreinek, Marcus Antoniusnak és Aemilius Lepidusnak. Agrippa a köztük létrejövő II. triumvirátus oldalán harcolt Octavianus hadvezéreként a philippi csatában, melyben döntő győzelmet arattak a republikánus erők felett.
I. e. 43-ban néptribunus, I. e. 40-ben praetor urbanus volt.

## Octavianus hadvezére
Rómába visszatérve Octavianus Agrippát bízta meg i. e. 41-ben a Lucius Antonius és Fulvia Antonia ellen kezdődő perusiai háború vezetésével, amit gyors hadműveletekkel fejezett be i. e. 40-ben. Helytartóként i. e. 38-ban az aquitaniai törzsek lázadását verte le Galliában, majd átkelt a Rajnán, hogy megtorolja a germán betöréseket. Hazatérve visszautasította a neki megszavazott diadalmenetet, de elfogadta a következő évre (i. e. 37) szóló consulságot.
Ebben az időben Sextus Pompeius szicíliai flottája uralta az itáliai partvidéket. A háború elkerülhetetlen volt, vezetése pedig ismét Agrippa feladata lett. A hadvezér első dolga volt, hogy biztonságos kikötőt hozzon létre hajói számára, amit a Lucrinus-tavat és a tengert elválasztó földterület átvágásával oldott meg. A Lucrinus-tó és az Avernus-tó összekötésével egy belső és egy külső kikötő létrehozására is módja adódott. Ebben az időben vette feleségül Pomponia Caecilia Atticát, Cicero barátjának, Titus Pomponius Atticusnak a leányát.
Eleinte Octavianus maga vezette a hadműveleteket Sextus Pompeius ellen, azonban kétszer is vereséget szenvedett Messinánál: először i. e. 37-ben, majd i. e. 36 nyarán. A kudarcok hatására Octavianus végül Agrippát tette meg a flotta főparancsnokává. Agrippa intenzív kiképzésnek vetette alá a tengerészeket, majd felvette a harcot a szicíliaiakkal. Erőfeszítései meghozták a várt eredményt: Mylaenél és Naulochusnál is győzelmet aratott. Egy hónap alatt megsemmisítette Pompeius haderejét, amit tengerészeti koronával honoráltak.

## A köz szolgálatában

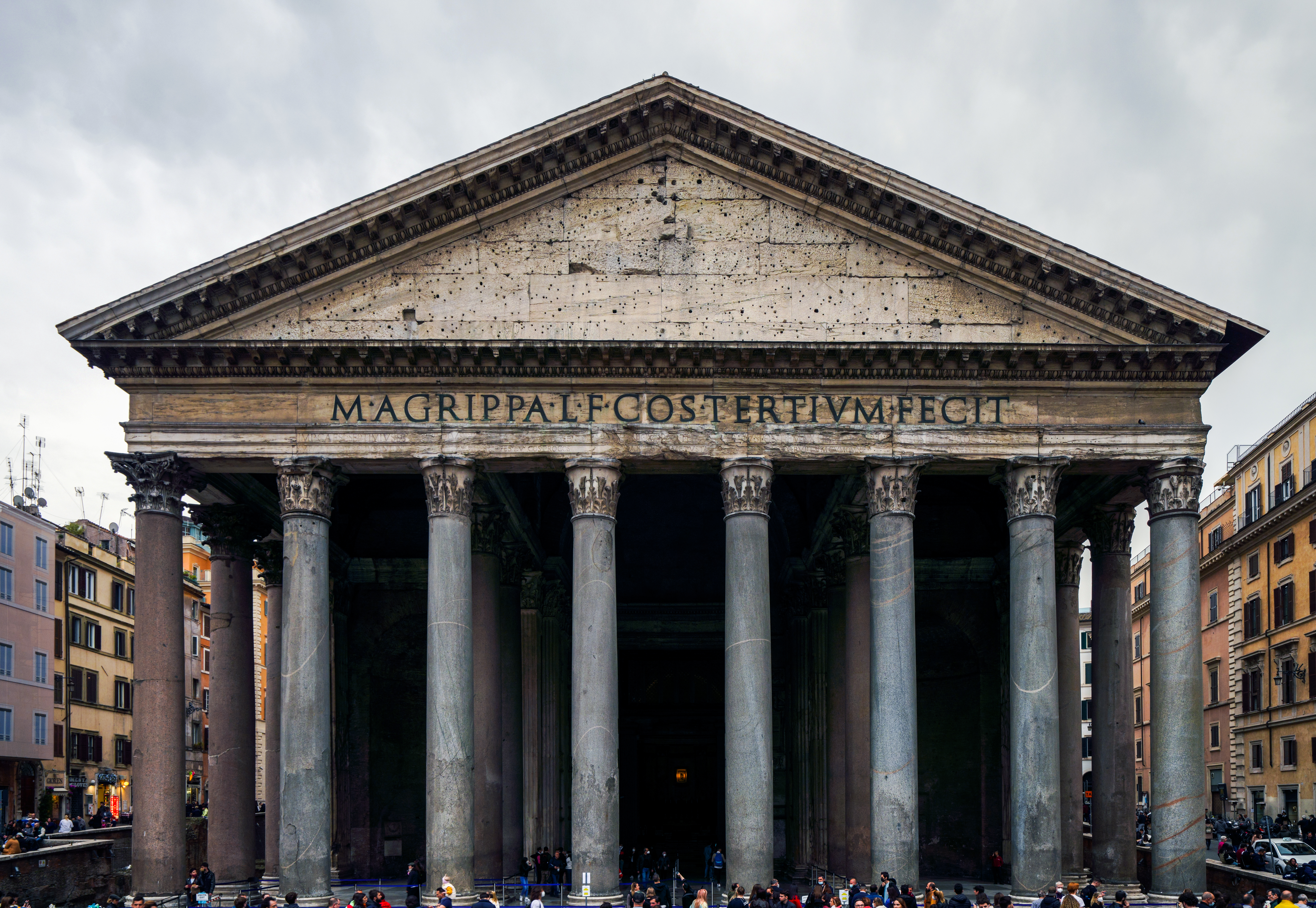
Hadrianus Pantheonja, mely Agrippa tervei szerint épült. Felirata: M·AGRIPPA·L·F·COS·TERTIVM·FECIT, azaz Marcus Agrippa, Lucius fia építette harmadik consulsága idején

I. e. 33-ban megválasztották aedilisnek, ilyen minőségében pedig nagy hasznát vette építészeti ismereteinek. Hivatali idejét nagy léptékű építkezések kísérték: Róma neki köszönhetően a világ fővárosához méltó külsőre tett szert. Vízvezetékeket építettek és újítottak fel, kitakarították és kibővítették a Cloaca Maximát, fürdők, nyilvános kertek és díszes kapuk épültek. A különféle művészetek nyilvános kiállításait is támogatta.
Agrippa ismét a flotta parancsnoka lett, amikor a Kleopátra és Antonius elleni háború kitört. Octavianus actiumi győzelme nagyrészt ismét a hadvezér kiválóságának volt köszönhető. Nagyrabecsülése jeléül i. e. 28-ban Octavianus neki ígérte unokahúga, Claudia Marcella Maior kezét, és ugyanebben az évben együtt voltak consulok. Agrippa harmadik consuli éve i. e. 27 volt, ismét barátjával, akinek a senatus ekkor szavazta meg az Augustus címet.
Harmadik consuli évében az actiumi csata emlékére megépíttette a római Pantheont. Az épület 80-ban elpusztult, de Hadrianus császár 125 újjáépíttette Agrippa eredetijét követve. Az új épületen áll az eredetiről származó felirat, mely az építtetőnek állított emléket.
Az elkövetkező években Agrippa Galliában teljesített megbízatást, megreformálva az adminisztrációt és az adórendszert. Munkásságát itt is infrastrukturális fejlődés jelezte: utak és vízvezetékek épültek (például a Pont du Gard).

## Agrippa, a trón örököse
Augustusszal fennálló barátságát feltehetően megrontotta sógora, Marcellus féltékenysége, illetve Livia császárné áskálódása, aki féltette férjét a hadvezér befolyásától. Így aztán amikor Agrippát Syria helytartójává nevezték ki, ami egyfajta jutalomba csomagolt száműzetés volt, ő csak helyetteseit küldte az ügyek intézésére, és Leszboszon maradt.
Nem telt el egy év, és Augustus máris visszahívta régi harcostársát: i. e. 23-ban meghalt Marcellus, a princepsnek pedig örökösről kellett gondoskodnia. Állítólag Maecenas tanácsolta a császárnak, hogy régi barátját még jobban kösse magához azzal, hogy hozzáadja lányát, Julia Caesarist. Így aztán i. e. 21-ben Agrippa elvált Marcellától, és elvette a szépségéről, intelligenciájáról és féktelen kicsapongásairól híres Juliát, Marcellus özvegyét.
I. e. 19-ben Hispaniában kellett levernie a cantaberek felkelését (ld. Cantaber háborúk). I. e. 17-ben ismét kinevezték Syria kormányzójává. Igazságos és takarékos adminisztrációjával kivívta a provinciális lakosság, főleg a zsidók jóindulatát. Helytartósága alatt helyreállította a római fennhatóságot a kimmerek felett Kherszonészoszban, a Krím-félszigeten.
Agrippa utolsó jelentős tette a hódítás megkezdése volt a felső-dunai régióban, amelyet i. e. 13-ban római provinciává szerveztek Pannonia néven.
Campaniában, vidéki villájában halt meg i. e. 12 márciusában, 51 éves korában. Augustus hű barátja emlékét hatalmas temetési ünnepséggel honorálta, és majdnem egy hónapon át gyászolt. Személyesen gondoskodott unokái neveltetéséről, sőt Caiust és Luciust adoptálta is. Az utószülött Marcus Vipsanius Agrippa Postumust nem fogadta örökbe, hogy továbbvihesse atyja nevét.

## Hagyatéka
Az említett érdemein és eredményein túl Agrippa még íróként is ismert volt, főleg a földrajztudomány területén. Felügyelete alatt teljesült Caesar nagy álma: felmérték az egész birodalmat, az adatokat pedig egy kör alakú táblázatba foglalták. Ezt utóbb Augustus márványba faragtatta, és az Agrippa nővére, Polla által állíttatott oszlopsoron helyezte el. A hadvezér önéletrajza sajnos nem maradt fenn.
Agrippának sok gyermeke volt:
- Caecilia Atticától született Vipsania Agrippina, Tiberius császár első felesége
- Claudia Marcellától Vipsania Marcella
- Julia Caesaristól három fiú, Caius Caesar, Lucius Caesar és Agrippa Postumus, illetve két lány: Agrippina, Germanicus felesége és Vipsania Julia, a legifjabb Lucius Aemilius Paulus felesége.

| Elődei: Augustus és Potitus Valerius Messala | Consul i. e. 28 collega: Augustus | Utódai: Augustus és Marcus Vipsanius Agrippa |

| Elődei: Augustus és Marcus Vipsanius Agrippa | Consul i. e. 27 collega: Augustus | Utódai: Augustus és Titus Statilius Taurus |